# (27950) 1997 OF1
(27950) 1997 OF1 est un astéroïde de la ceinture principale d'astéroïdes découvert en 1997.

## Description
(27950) 1997 OF1 a été découvert le 30 juillet 1997 à l'observatoire Palomar, situé au nord de San Diego en Californie, par George R. Viscome.

### Caractéristiques orbitales
L'orbite de cet astéroïde est caractérisée par un demi-grand axe de 2,40 UA, un périhélie de 1,89 UA, une excentricité de 0,21 et une inclinaison de 1,59° par rapport à l'écliptique. Du fait de ces caractéristiques, à savoir un demi-grand axe compris entre 2 et 3,2 UA et un périhélie supérieur à 1,666 UA, il est classé, selon la JPL Small-Body Database, comme objet de la ceinture principale d'astéroïdes.

### Caractéristiques physiques
(27950) 1997 OF1 a une magnitude absolue (H) de 15,6 et un albédo estimé à 0,306.